# Trichocolea mollissima
Trichocolea mollissima là một loài rêu trong họ Trichocoleaceae. Loài này được Hatcher mô tả khoa học đầu tiên năm 1958.
Danh pháp khoa học của loài này chưa được làm sáng tỏ. 